# Giovanni I Ventimiglia
Giovanni Ventimiglia d'Aragona, marchese di Geraci (1383 – 1475), è stato un nobile, politico e militare italiano vissuto tra il XIV ed il XV secolo. Per le sue imprese venne soprannominato Il Gran Signore.

## Biografia

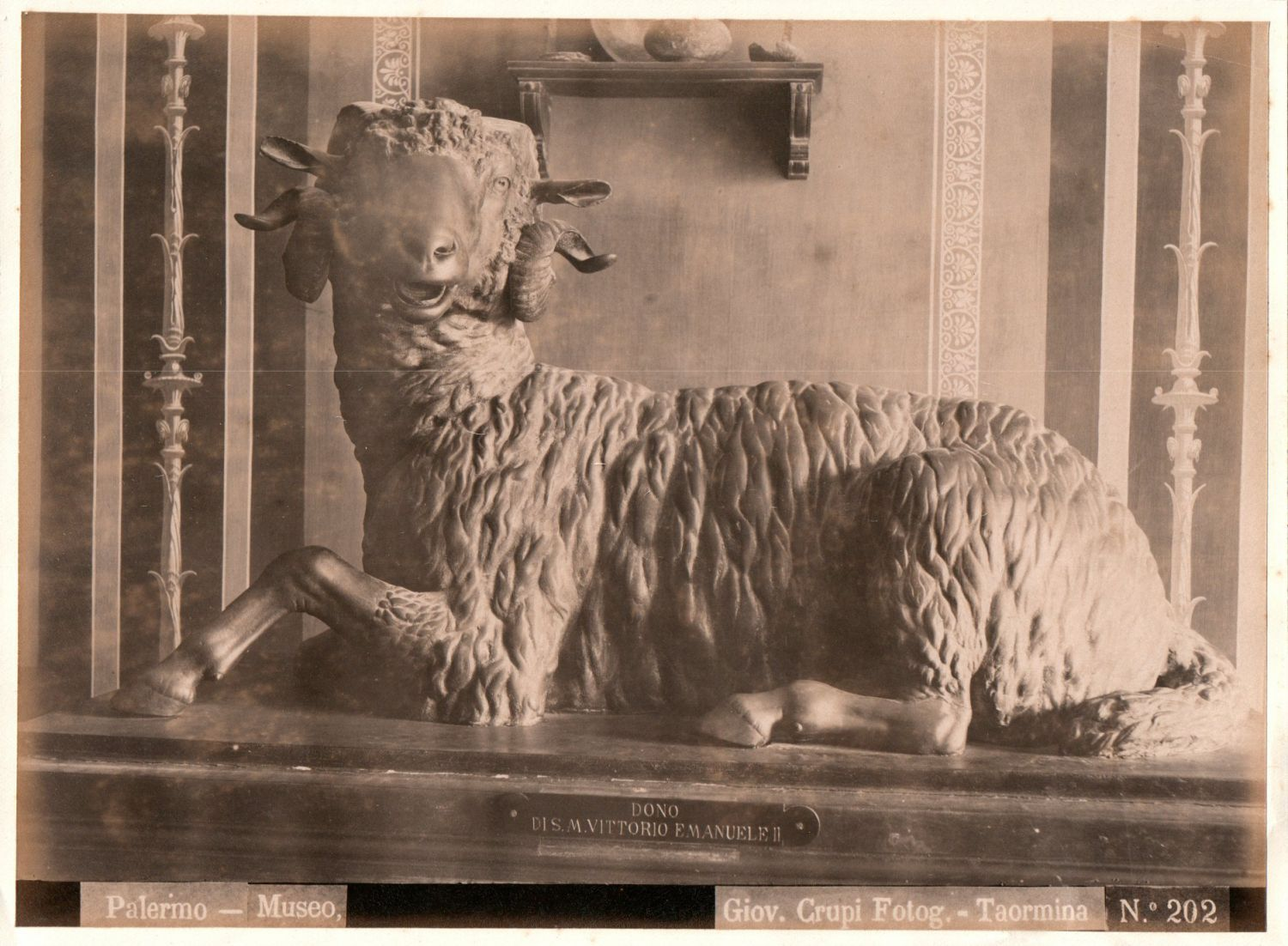
Uno dei due arieti bronzei - d'epoca ellenistica - che fregiarono la tomba del marchese Giovanni I Ventimiglia, nella chiesa di San Francesco di Castelbuono furono portati dal Castello Maniace di Siracusa.

Nacque nel 1383 da Enrico, XVII conte di Geraci, e dalla di lui seconda moglie Bartolomea d'Aragona Embriaco dei conti di Cammarata, di cui era figlio primogenito. Morto il padre nel 1398, succedette ancora adolescente nei beni e nei feudi ereditati, a partire dalla Contea di Geraci, e fino al compimento della maggiore età ebbe come suo reggente Giacomo di Prades, signore di Caccamo, di cui sposerà la figlia Agata, in virtù degli accordi stipulati tra il medesimo ed il Conte Enrico quando era in vita, approvati dal re Martino I di Sicilia. Dall'unione con Agata Prades Moncada, nacquero cinque figli, e rimasto vedovo verso il 1430, si risposò con la procugina Isabella Ventimiglia Moncada, figlia ed erede di Guglielmo, barone di Ciminna, da cui ebbe una sola figlia.
Fedele ai Martini, nel 1409 fu a capo di un gruppo di 25 lance, tutte guidate da altri membri dei Ventimiglia, che partecipò alla spedizione in Sardegna contro i ribelli alla Corona d'Aragona. Tornato in Sicilia, fece parte di quella fazione di nobili che parteggiò per la regina consorte Bianca di Navarra, che rimasta vedova del re Martino, fu dichiarata reggente del regno isolano dal suocero il re Martino I di Aragona, ma dopo la morte di questi, si trovò a lottare con il potente Bernardo Cabrera, conte di Modica, che voleva sposarla per stabilire il proprio dominio nell'isola. La Regina Bianca, nel 1411, nominò Giovanni membro del Consiglio di Reggenza e capitano di guerra del distretto di Cefalù.
Il nuovo Re di Sicilia fu Alfonso V d'Aragona detto il Magnanimo, che nel 1420 lo inviò in Corsica, nella cui spedizione fu a capo di 46 lance che insieme alle squadre dei congiunti Federico e Francesco Ventimiglia, portavano il contingente familiare ad almeno 195 cavalli. L'anno successivo il Ventimiglia fu al seguito del sovrano aragonese nella spedizione per la conquista del Regno di Napoli, dove la Regina Giovanna, priva di discendenti, nominò Alfonso come suo successore. Il Ventimiglia partecipò all'assedio di Acerra e, al comando di una parte della cavalleria e di alcune compagnie di fanti, nell'ottobre 1421 bloccò l'avanzata delle truppe angioine comandate da Muzio Attendolo Sforza, al ponte di Casolla sul fiume Clanio, in attesa dell'arrivo delle truppe di Braccio da Montone e di Niccolò Piccinino.
Il Re Alfonso lo gratificò affidandogli l'incarico di Regio camerario maggiore, ossia di capo dell'amministrazione finanziaria, e il 26 maggio 1422 con un provvedimento emanato a Castellammare di Stabia gli concesse una rendita vitalizia di 200 onze sugli introiti del caricatore di Tusa e di 100 su quelli del caricatore di Solanto. Nominato ammiraglio del Regno di Sicilia nel 1423, partecipò alle guerre del Re Alfonso in Aragona e in Provenza (assedio e distruzione di Marsiglia). Lo stesso sovrano aragonese, nel 1430 gli diede l'incarico di Viceré di Sicilia, che condivise il primo anno con Niccolò Speciale, signore di Paternò e Guglielmo de Montanyans, dal 1431 al 1432 da solo. Da viceré, il Ventimiglia si trovò ad affrontare la ribellione organizzata di Federico de Luna, che in quanto figlio naturale del re Martino pretendeva di impadronirsi del trono del regno isolano, e perciò si alleò con il re Giovanni II di Castiglia, con cui Alfonso d'Aragona era perennemente in conflitto (Giovanni Ventimiglia giura la pace con Giovanni II di Castiglia, come procuratore di Alfonso il Magnanimo, il 27 dicembre 1437). Il Luna trascinò nel suo partito anche due dei suoi figli, Ferdinando e Giovanni, e lo scontro tra i due durò per diversi mesi, in cui il medesimo sfidò a duello sia il Re d'Aragona sia il conte di Geraci, i quali ignorarono il suo invito. Come viceré dell'isola fu impegnato in spedizioni militari, a Tropea contro gli Angioini, e nell'isola di Gerba contro i Mori, dove le truppe siculo-aragonesi, pur avendo combattuto valorosamente, furono respinte, e si conclusero entrambe con una tregua coi nemici.
Mantenne la carica di viceré fino al 1432, e tre anni più tardi fu nuovamente inviato nel Regno di Napoli, nella spedizione a cui presero parte anche i figli Antonio, Ferdinando e Giovanni, fatti prigionieri dai nemici, e per la cui liberazione si interessò personalmente il Re d'Aragona. Lo stesso sovrano aragonese, per i servigi militari avuti dal Conte di Geraci, dapprima gli assegnò le signorie sulle città campane e pugliesi di Bitonto, Casamassima, Castellammare di Stabia, Cerignola, Orta Nova e Serracapriola, e tra il febbraio e il marzo del 1436 lo investì del titolo di I marchese di Geraci, e risultò essere il primo feudatario siciliano a cui venne concesso un titolo marchionale.
Nel 1442, gli Aragonesi conquistarono il Regno di Napoli, dove al Ventimiglia era già stato affidato nel 1435 l'incarico di governatore delle zone conquistate e vicegerente della piazza di Capua. Ebbe inoltre l'incarico di regio luogotenente di Terra di Bari, Puglia e Calabrie. Nel 1444, il Re Alfonso lo inviò in Grecia per combattere contro i Turchi che minacciavano i ducati di Atene e di Neopatria, e poi in Epiro in soccorso delle truppe comandate dal genero Carlo Tocco, despota di Epiro, marito della figlia Raimondetta. Nel 1445, fu nuovamente in Italia, per combattere le guerre nuovamente contro lo Sforza, in Umbria e nelle Marche: guidò le armate aragonesi alleate dell'esercito pontificio e di Filippo Maria Visconti (Lega Santa), espugnò diverse località, ed occupò la Marca d'Ancona, in qualità di Capitano Generale del Regno delle Due Sicilie, delle Marche e della Lega Santa.
Nel 1452, il Marchese di Geraci venne inviato nelle guerre degli Aragonesi, alleati della Repubblica di Venezia, contro il Ducato di Milano e la Repubblica di Firenze, da cui vennero sconfitti. Tre anni più tardi, papa Callisto III lo nominò Gonfaloniere della Chiesa ossia comandante delle armi pontifice. Dopo la morte di Re Alfonso nel 1458, divenne consigliere del figlio e successore, il re Ferdinando I di Napoli, che gli confermò tutti i privilegi concessi dal padre, e lo mantenne nel Consiglio collaterale, massimo organo di governo della Napoli aragonese.. Nel 1462 il Ventimiglia fu investito della Contea di Montesarchio nel Principato Ultra, e fu pur governatore di Napoli e Reggente del Regno, in assenza del sovrano, insieme alla regina Isabella di Chiaromonte (Clermont), sorella della moglie di Antonio Ventimiglia, il promogenito di Giovanni.
Verso il 1467 fece ritorno definitivo in Sicilia, e ritiratosi da ogni attività politico-militare, si stabilì a Castelbuono, dove da tempo i Ventimiglia avevano fissato la propria dimora.
Giovanni Ventimiglia morì nel 1475, più che novantenne.